# Emilio Zebadúa González
Emilio Zebadúa González (13 de enero de 1961) es un político mexicano. Fue consejero del Instituto Federal Electoral y posteriormente diputado por el Partido de la Revolución Democrática. En el 2006, fue candidato del partido Nueva Alianza a la gubernatura de Chiapas y presidente de la fundación SNTE. Fue oficial mayor de las secretarías de Desarrollo Social (Sedeso) y de Desarrollo Agrario, Territorial y Urbano (Sedatu).[cita requerida]

## Estudios
Es licenciado en economía por el Instituto Tecnológico Autónomo de México y licenciado en Derecho por la Universidad Nacional Autónoma de México (UNAM), doctor en gobierno (administración pública) por la Universidad de Harvard y doctor en Derecho por la UNAM.

## Trayectoria
Emilio Zebadúa fue miembro del Consejo Ciudadano que administró el Instituto Federal Electoral durante las elecciones de 2000. Del 2001 al 2003, se desempeñó como secretario de Gobierno del estado de Chiapas, y en el 2003 fue postulado y electo diputado federal por el PRD. En el 2006, manifestó públicamente su intención de ser el candidato de su partido a gobernador de Chiapas, y aseguraba ser el favorito en las encuestas para el cargo. Sin embargo, la Convención del PRD decidió la postulación del presidente municipal de Tuxtla Gutiérrez, el expriista Juan Sabines Guerrero. Zebadúa protestó ante el hecho y posteriormente resolvió renunciar al PRD y aceptar la candidatura por el Partido Nueva Alianza.[cita requerida]
El 10 de agosto del 2006, declinó su candidatura en favor de José Antonio Aguilar Bodegas, candidato de la Alianza por Chiapas, para hacer un frente común contra el candidato de la Coalición Por el Bien de Todos, Juan Sabines Guerrero, al considerar que este tenía el apoyo del gobierno de Pablo Salazar Mendiguchía.[cita requerida]
Posteriormente, fungió como presidente de la Fundación SNTE. El 12 de diciembre del 2012, fue nombrado Oficial Mayor de la Secretaría de Desarrollo Social por el presidente Enrique Peña Nieto.

## Controversias
En 2019, Zebadúa fue vinculado por la Fiscalía General de la República como posible responsable en el desvío de recursos públicos, por un monto de cinco mil millones de pesos, en corresponsabilidad con Rosario Robles, cuando fue Oficial mayor en la Sedesol y en Sedatu; esto como parte de la llamada estafa maestra.
En noviembre de 2020, el diario Reforma publicó un artículo en el que señalaba que Zebadúa sería un testigo colaborador, revelando la posible participación de Rosario Robles y el expresidente Enrique Peña Nieto en la estafa maestra. Esto implicaría que podría conseguir una inmunidad penal.